# Sergio Padt
Sergio Padt, né le 6 juin 1990 à Haarlem, est un footballeur néerlandais qui évolue au poste de gardien de but au Ludogorets Razgrad.

## Palmarès
- Coupe des Pays-Bas : 2015